# Циганко Володимир Васильович
Володимир Васильович Циганко (11 липня 1903, село Новоолександрівка, тепер Сватівського району Луганської області — ?) — молдавський радянський державний і комуністичний діяч, секретар Молдавського обласного комітету КП(б)У, 1-й секретар Бендерського повітового комітету КП(б) Молдавії.

## Життєпис
Народився в селянській родині. З 1916 року працював чорноробом на залізниці на станції Куп'янськ Харківської губернії, потім був кур'єром повітового виконавчого комітету, інформатором Куп'янського повітового комітету КП(б)У.
З квітня 1922 року служив червоноармійцем 67-го стрілецького полку РСЧА.
Член ВКП(б) з 1924 року.
Після демобілізації працював на державному млині, був головою Куп'янських окружних відділень профспілки харчовиків, зв'язку та металістів.
У 1930—1932 роках — студент інституту червоної професури при ВУЦВК у місті Харкові.
У 1932—1938 роках — заступник начальника політичного відділу машинно-тракторної станції (МТС) в селі Колбасне Рибницького району Молдавської АРСР; заступник директора МТС із політичної частини в селі Чорне Молдавської АРСР.
У 1938—1939 роках — 1-й секретар Чорнянського районного комітету КП(б)У Молдавської АРСР.
У червні 1939 — січні 1940 року — 3-й секретар Молдавського обласного комітету КП(б)У.
У січні — серпні 1940 року — секретар Молдавського обласного комітету КП(б)У із кадрів.
У серпні 1940 — 1941 року — заступник завідувача відділу кадрів ЦК КП(б) Молдавії; заступник міністра житлово-цивільного будівництва Молдавської РСР.
З липня 1941 по березень 1944 рік — в Червоній армії, учасник німецько-радянської війни. Був військовим комісаром стрілецького батальйону в 53-му запасному стрілецькому полку 11-ї запасної стрілецької бригади, закінчив курси заступників командирів військових частин із політичної роботи, служив старшим інструктором відділення кадрів політичного відділу 69-ї армії. Воював на Південному, Воронезькому, Степовому, 1-му та 2-му Білоруських, 4-му Українському фронтах.
З 1944 року — 1-й секретар Бендерського повітового комітету КП(б) Молдавії.
На 1952 рік — заступник голови виконавчого комітету Кишинівської міської ради депутатів трудящих.
Працював у Міністерстві автомобільного транспорту Молдавської РСР; був викладачем автодорожнього технікуму.
Подальша доля невідома.

## Звання
- капітан
- майор

## Нагороди
- орден Вітчизняної війни І ст. (1.02.1945)
- орден Червоної Зірки (5.04.1944)
- медаль «За відвагу» (19.08.1943)
- медаль «За перемогу над Німеччиною у Великій Вітчизняній війні 1941—1945 рр.»
- медаль «За доблесну працю у Великій Вітчизняній війні 1941—1945 рр.»
- медалі